# Tremet
Les batteries de Tremet (ou Fort du Tremet) sont situées sur la presqu'île de Roscanvel et participent à la défense du goulet de Brest et plus spécifiquement à l'interdiction d'approche de la baie de Camaret-sur-Mer.
Elles étaient situées à l'extrémité ouest de la ligne de défense de Quélern barrant l'accès à la presqu'île de Roscanvel.
Elles sont placées sur un site occupé dès 1694 et remanié plusieurs fois au XVIIIe et XIXe siècle.
Il existait probablement déjà sous Vauban une batterie. En 1883 et en 1896 seront construites diverses batteries sur la Pointe de Tremet.
Avant 1955, la Marine Nationale contrôlait ces infrastructures qui étaient sous la gouvernance du Gardien des Ouvrages de la Marine Nationale (poste occupé à Tremet par Michel Rioualen jusqu'à sa suppression).
En 1955, la batterie est devenue batterie lourde de défense contre avions (DCA) de défense éloignée du port militaire de Brest. Une partie est encore en fonction sur le terrain militaire de Quélern.
Le site est sur terrain militaire et il est interdit d'y pénétrer.